# Provincia di Surin
La provincia di Surin (in thailandese จังหวัดสุรินทร์, Changwat Surin) è in Thailandia e fa parte del gruppo regionale della Thailandia del Nordest. Si estende per 8.124 km² e a tutto il 2020 aveva 1 378 221 abitanti. Il capoluogo è il distretto di Mueang Surin, nel quale si trova la città principale Surin.

## Geografia antropica

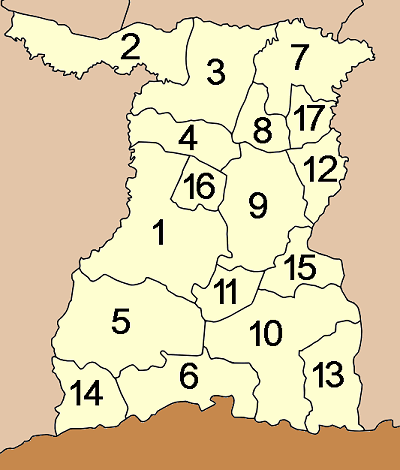
Mappa degli Amphoe

La provincia è suddivisa in 17 distretti (amphoe). Questi a loro volta sono suddivisi in 158 sottodistretti (tambon) e 2011 villaggi (muban).
| 1. Mueang Surin 2. Chumphon Buri 3. Tha Tum 4. Chom Phra 5. Prasat 6. Kap Choeng 7. Rattanaburi 8. Sanom 9. Sikhoraphum | 1. Sangkha 2. Lamduan 3. Samrong Thap 4. Buachet 5. Phanom Dong Rak 6. Si Narong 7. Khwao Sinarin 8. Non Narai |

### Amministrazioni comunali
A tutto il 2020, non vi era alcun comune della provincia con lo status di città maggiore (thesaban nakhon), e l'unico comune che rientrava tra le città minori (thesaban mueang) era Surin, che aveva 38 617 residenti. Erano inoltre presenti 23 municipalità di sottodistretto (thesaban tambon), tra le più popolose delle quali vi era Buachet, con 6 490 residenti. Nell'aprile 2020, le aree che non ricadevano sotto la giurisdizione delle amministrazioni comunali erano governate da un totale di 144 "Organizzazioni per l'amministrazione del sottodistretto" (ongkan borihan suan tambon).